# Овчаренко, Иван Тихонович (полный кавалер ордена Славы)
Иван Тихонович Овчаренко — советский военнослужащий, младший сержант, помощник командира разведывательного взвода 8-й отдельной гвардейской разведывательной роты (9-я гвардейская воздушно-десантная дивизия, 5-я гвардейская армия, 1-й Украинский фронт). Полный кавалер ордена Славы.

## Биография
Родился на хуторе Железная Балка (в составе Горловки) Екатеринославской губернии (в настоящее время Донецкая область). Получил начальное образование, работал забойщиком на шахте «Комсомолец».
В августе 1943 года Онуфриевским райвоенкоматом Кировоградской области был призван в ряды Красной армии. На фронтах Великой Отечественной войны с ноября 1943 года.
Гвардии рядовой Овчаренко в ночь на 17 февраля 1944 года в составе группы разведчиков у села Карловка захватил «языка», давшего ценные показания. Приказом по 9-й гвардейской воздушно-десантной дивизии от 29 февраля 1944 года был награждён орденом Славы 3-й степени.
Командир разведывательного отделения гвардии младший сержант Овчаренко со своим отделением 4 августа 1944 года в числе первых ворвался в населённый пункт Мелец, уничтожил 7 солдат противника и огневую точку, мешавшую продвижению стрелковому подразделению. 12 августа 1944 года Овчаренко с отделением у населённого пункта Дольне (10 км западнее Мелеца) атаковал пост, охранявший танки и бронетранспортёры противника. В схватке лично Овчаренко уничтожил до 10 солдат и двух офицеров противника. Приказом по 5-й гвардейской армии от 13 октября 1944 года он был награждён орденом Славы 2-й степени.
Помощник командира разведывательного взвода гвардии младший сержант Овчаренко 2 апреля 1945 года близ населённого пункта Рунгендорф в районе Бреслау в составе группы захвата ворвался в блиндаж противника, расстрелял в упор несколько солдат и офицеров, а одного взял в плен. Плененный сообщил ценные сведения о противнике. Указом Президиума Верховного Совета СССР от 15 мая 1946 года он был награждён орденом Славы 1-й степени.
19 и 20 апреля 1945 года помощник командира разведывательного взвода гвардии младший сержант Овчаренко в районе предместья Шпремберга Кандорф со своим взводом оседлал дорогу, по которой двигался отступающий противник, и в течение часа подбил 6 автомашин с военным имуществом и боеприпасами, поджёг одно самоходное орудие, уничтожил 20 солдат и офицеров противника и 7 взял в плен. Лично Овчаренко уничтожил 3-х и одного взял в плен. 20 апреля там же, ворвавшись в населённый пункт, перекрыл дорогу, остановил колонну из 9 автомашин и 2 самоходных орудий. Уничтожил до 30 солдат и офицеров противника и 3 автомашины захватил как трофеи. Приказом по 5-й гвардейской армии от 4 августа 1945 года гвардии младший сержант Овчаренко был награждён орденом Красного Знамени.
Демобилизовался сержант Овчаренко в августе 1945 года. Вернулся на родину, работал на той же шахте. 12 августа 1949 года погиб при аварии на шахте.